# Municipio de Atzacan
El municipio de Atzacan se encuentra en el estado de Veracruz, México, en la región de las Grandes montañas, es uno de los 212 municipios de la entidad y tiene su ubicación en la zona centro montañosa. Está ubicado en las coordenadas 18°54” latitud norte y 97°05” longitud oeste, y cuenta con una altura de 1,660 m s. n. m.
 Forma parte de la Zona metropolitana de Orizaba. El municipio lo conforman 16 localidades en las cuales habitan 20,063 personas de acuerdo al censo de 2010.

## Toponimia
La palabra Atzacan es un derivado del náhuatl Atzac-can, Atl agua, Tzaqua detener, y Can lugar, que se interpreta como "Lugar en donde detienen el agua".

## Geografía

### Ubicación
El territorio municipal se encuentra localizado en la zona centro del estado, en la región de las Montañas, entre  los paralelos 18° 52’ y 19° 00’ de latitud norte y los meridianos 97° 02’ y 97° 08’ de longitud oeste.

### Delimitación
El municipio limita al norte con los La Perla, Coscomatepec y Chocamán, al este con Chocamán, Ixtaczoquitlán y Fortín, al sur con Ixtaczoquitlán, Orizaba y  Mariano Escobedo, al oeste con Mariano Escobedo y La Perla.

### Hidrografía
El municipio se encuentra irrigado por algunas corrientes de agua como Chicola, Metlac y Zonzo, tributarias del río Blanco, del que el territorio municipal forma parte de su cuenca hidrográfica.

### Orografía
El municipio se encuentra ubicado en la zona montañosa, denominada eje Neovolcánico sobre suelo aluvial del cuaternario y en rocas sedimentarias del cretácico, en lomerío de aluvión antiguo con llanuras y sierra volcánica de laderas tendidas con mesetas sobre áreas donde anteriormente había suelos leptosol y andosol.

## Localidades
- Atzacan (Cabecera Municipal)
- Contla
- La Sidra
- Dos Ríos
- Huacapan
- Lázaro Cárdenas
- Col. Revolución
- Jazmín
- Rosa Blanca
- Barrio de los Hernández
- El Nogal
- Matlalapa
- capizayo
- Rincón grande

## Clima
En el territorio municipal predomina el semicálido húmedo con lluvias todo el año , aunque también existen los climas semicálido húmedo con abundantes lluvias en verano y Templado húmedo con abundantes lluvias en verano. La temperatura anual promedio fluctúa entre los 16 y 22 °C con precipitación anual promedio de entre los 1900 y los 2100 mm.

## Tradiciones
Los libros más antiguos de la parroquia datan de 1690, y en la relación de cofradías una de las principales es la dedicada al culto de Santa Anna, cuya celebración religiosa ocurre en  la segunda quincena de abril.

## Gobierno y administración
El gobierno del municipio está a cargo de su Ayuntamiento, que es electo mediante voto universal, directo y secreto para un periodo de tres años que no son renovables para el periodo inmediato posterior pero sí de forma no continua. Está integrado por el presidente municipal, un síndico único y un regidor, electo por mayoría relativa. Todos entran a ejercer su cargo el día 1 de enero del año siguiente a su elección.

### Subdivisión administrativa
Para su régimen interior, el municipio además de tener una cabecera y manzanas, se divide en rancherías y congregaciones, teniendo estas últimas como titulares a los subagentes y agentes municipales, que son electos mediante auscultación, consulta
ciudadana o voto secreto en procesos organizados por el Ayuntamiento. En el municipio se cuenta con seis agencias municipales, y dos subagencias.

### Representación legislativa
Para la elección de diputados locales al Congreso de Veracruz y de diputados federales al Congreso de la Unión, el municipio se encuentra integrado en el Distrito electoral local XV Orizaba con cabecera en la ciudad de Orizaba y el Distrito electoral federal XVI Córdoba con cabecera en la ciudad de Córdoba.